# Isla de Santa Catalina, Spanien
Isla de Santa Catalina eller Islote Ileo är en halvö i den spanska exklaven Ceuta i Nordafrika. Den utgör den yttersta spetsen på udden Punta de Santa Catalina som är den nordligaste delen av Alminahalvön (spanska: Península de La Almina). Strax utanför halvön ligger den lilla klippön Isla el Clavo.
På ön ligger en rund befästning som på 1700-talet användes som fängelse.

## Galleri

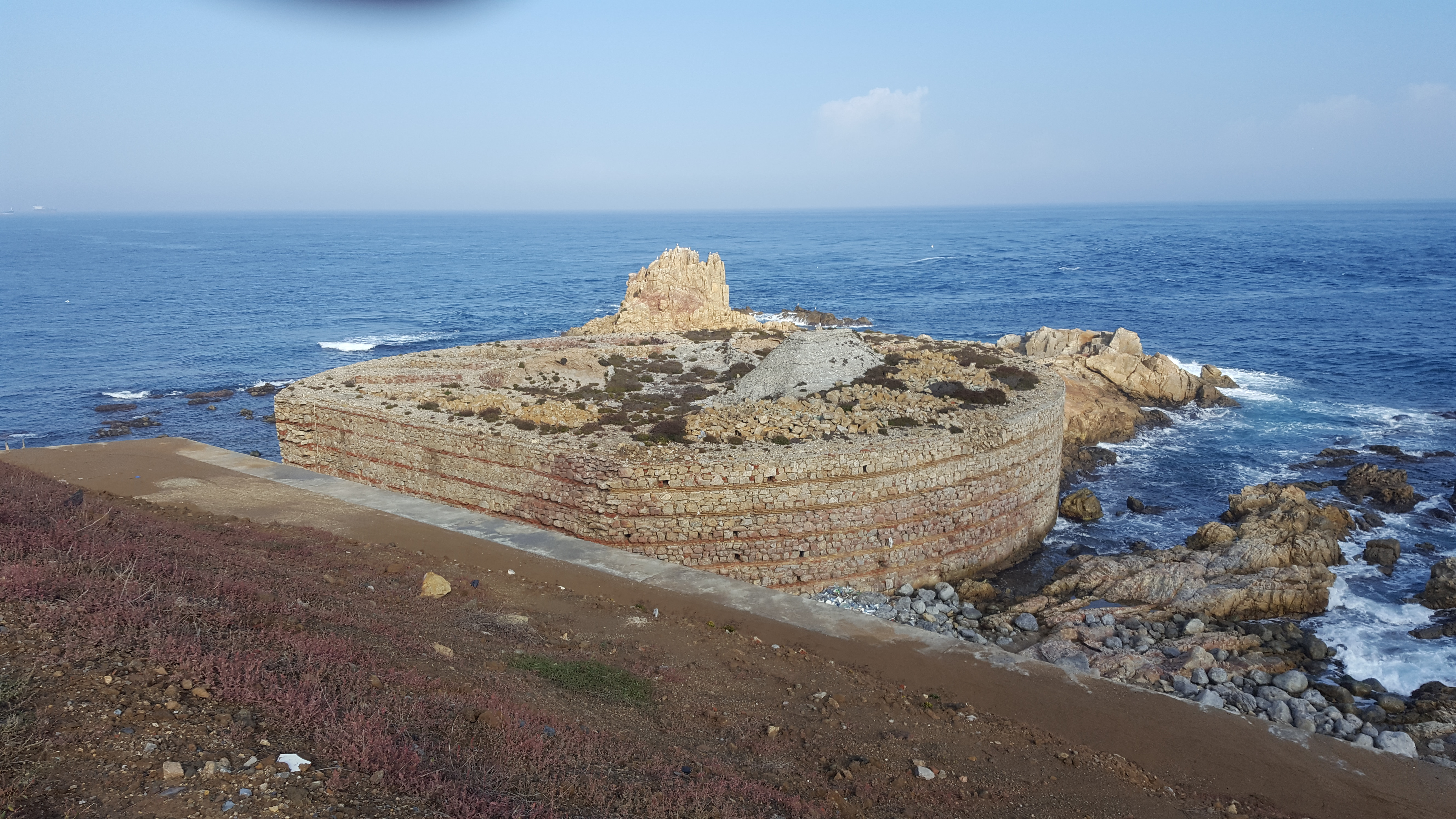
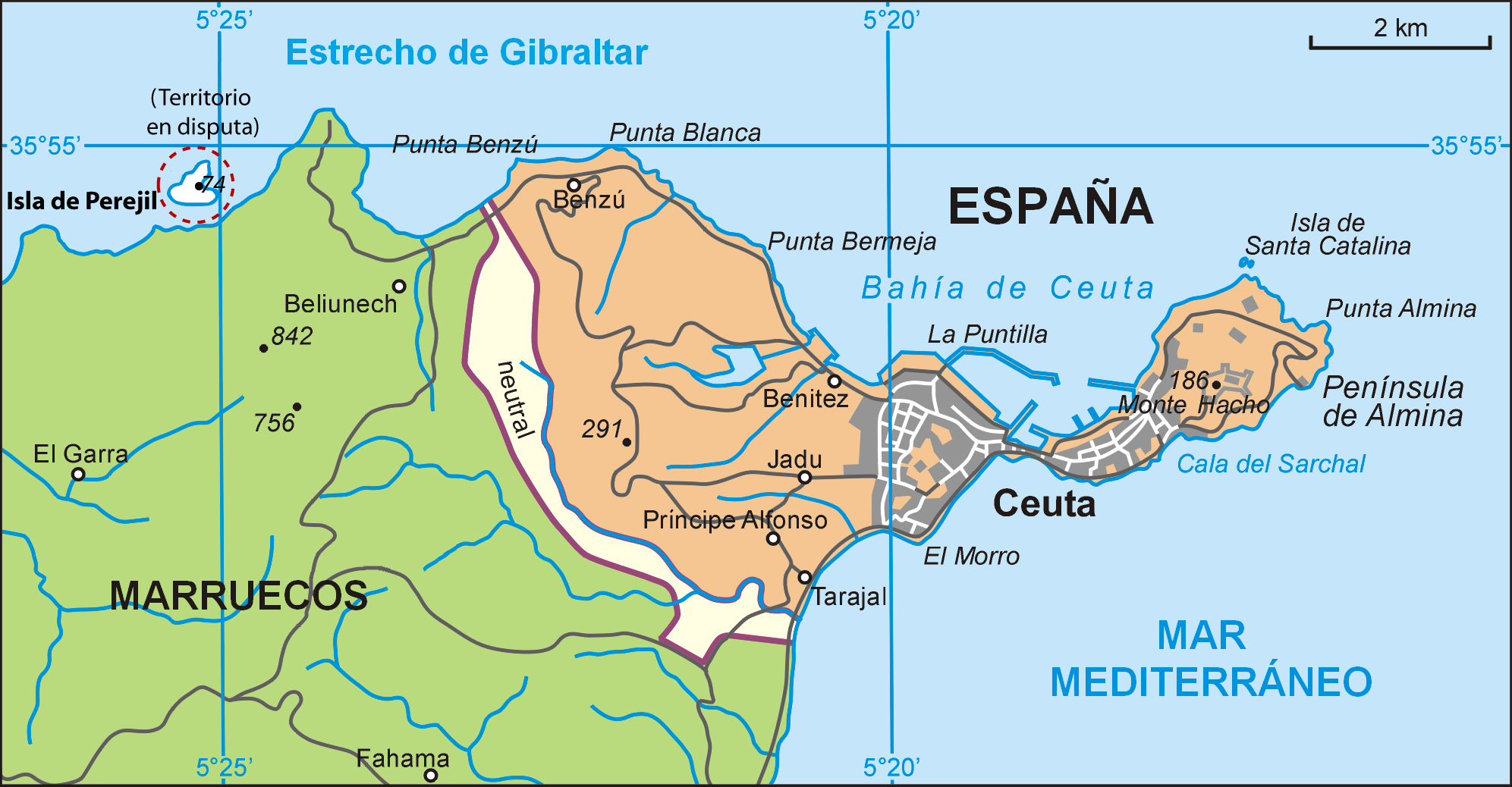